# أحمد بن عمار الحسيني
أبو عبد الله أحمد بن عمار بن أحمد الحسيني الكوفي المعروف أيضًا بـابن عمار الكوفي (475 - 527 هـ) (1082 - 1133 م) شاعر عراقي. ولد في الكوفة ونشأ بها في عائلة حسينة علوية شريفة. قدم بغداد ومدح الوزير ابن صدقة. أورد له عماد الدين الكاتب بعض أشعاره في خريدة القصر وجريدة العصر. توفي في بغداد. 

## نسبه
هو أبو عبد الله أحمد بن عمار بن أحمد بن عمار بن المسلم بن أبي محمد بن أبي الحسن محمد بن عبيد الله بن علي بن عبيد الله بن علي بن عبيد الله بن الحسين بن على بن الحسين بن على بن أبى طالب.

## سيرته
ولد أحمد بن عمار الحسيني سنة 475 هـ/1082 م في الكوفة ونشأ بها. ذكره ابن العماد في خريدة القصر وجريدة العصر وقال «علوي، نجم سعده في النظم علوي. وشريف شرى في سوق الأدب، فضله بكد النفس والنصب. شرفت همته، وظرفت شيمته، ولطف لنظم رقيق الشعر ذهنه، ولم يملك في مضمار القريض رهنه. مجد الشرف، مجيد لإنشاء الطرف. موفي كاف، خاطره صاف، ولفظه شاف، وفضله غير خاف. في حظه قانع، وفي شعره صانع، ومن الخطأ في نظمه مانع، فكأن كلامه ثمر يانع. كل شعره مجنس، لا كشعر غيره بالركة والعجمة مدنس. فهو بصنعته وقوة معناه مقدس، بنيانه على الفضل ممهد مؤسس. فابن عمار، لمودات القلوب بان ومعمار. نبتت في أفنان أدبه أثمار، وتطلعت من مشرق فضله لقصائده أقمار، وستنقضي - إلى أن يسمح الدهر بمثله - حقب وأعمار. أغر، له الكلم الغر. حر، له النظم الحر، السهل الممتنع الحلو المر، كأنه الياقوت والدر.»

قدم بغداد في الأيام المسترشدية، ومدح جلال الدين بن صدقة ومطلعها : خله، تنض ليله الأنضاء/ فعساه يشفي جواه الخواء.

توفي في بغداد سنة 527 هـ/1133 م. وهو غير أبو علي أحمد بن محمد بن عمار الكوفي.ابنه هو عمار.

جمع هلال ناجي ديوانه وديوان شمس الدين الكوفي مع القصيدة المتداخلة للشواء الكوفي، توجد نسخة منها في مكتبة الروضة الحيدرية.